# Немшова
Не́мшова (словац. Nemšová, венг. Nemsó)) — город в западной Словакии, расположенный у подножья Белых Карпат. Население — около 6,4 тысяч человек.

## История
Немшова впервые вспоминается в 1242 году. До недавнего времени большинство населения Немшовой занималось крестьянством. В 1989 Немшова стала городом.

## Население
| Год:                | 1994 | 2004    | 2014    | 2024    |
| ------------------- | ---- | ------- | ------- | ------- |
| Количество человек: | 6087 | 6220    | 6274    | 6172    |
| Разница:            |      | +2,18 % | +0,86 % | −1,62 % |

## Достопримечательности
- Костёл Михаила Архангела